# Australische Cricket-Nationalmannschaft in Südafrika in der Saison 1949/50
Die Tour der australischen Cricket-Nationalmannschaft nach Südafrika in der Saison 1949/50 fand vom 24. Dezember 1949 bis zum 6. März 1950. Die internationale Cricket-Tour war Bestandteil der Internationalen Cricket-Saison 1949/50 und umfasste fünf Tests. Australien gewann die Serie 4–0.

## Vorgeschichte
Für beide Mannschaften war es die erste Tour der Saison.
Das letzte Aufeinandertreffen der beiden Mannschaften bei einer Tour fand in der Saison 1935/36 in Südafrika statt.

## Stadien
Die folgenden Stadien wurden für die Tour als Austragungsort vorgesehen:
| Stadion                  | Stadt          | Kapazität | Spiele       |
| ------------------------ | -------------- | --------- | ------------ |
| Sahara Stadium Kingsmead | Durban         | 25.000    | 3. Test      |
| Wanderers Stadium        | Johannesburg   | 34.000    | 1. & 4. Test |
| Newlands Cricket Ground  | Kapstadt       | 25.000    | 2. Test      |
| Sahara Oval St George’s  | Port Elizabeth | 19.000    | 5. Test      |

## Kaderlisten
Die Mannschaften benannten die folgenden Kader:
| Test | Test |
| Südafrika | Australien |
| --- | --- |
| - Denis Begbie - Jack Cheetham - Ronald Draper - George Fullerton - Tufty Mann - Cuan McCarthy - Michael Melle - Jack Nel - Dudley Nourse - Eric Rowan - Ian Smith - Hugh Tayfield - Billy Wade - John Watkins - Paul Winslow - Owen Wynne | - Neil Harvey - Lindsay Hassett - Ian Johnson - Bill Johnston - Ray Lindwall - Sam Loxton - Colin McCool - Keith Miller - Jack Moroney - Arthur Morris - Geff Noblet - Ron Saggers |

## Tour Matches
Australien bestritt 16 Tour Matches während der Tour.

## Tests

### Erster Test in Johannesburg
| 22. – 26. Juni Scorecard | Johannesburg | Australien 413 (113.4)                           | – | Südafrika 137 (56.2) & 191 (65.1) (f/o) |
|                          |              | Australien gewinnt mit einem innings und 85 Runs |   |                                         |

### Zweiter Test in Kapstadt
| 31. Dezember – 4. Januar Scorecard | Kapstadt | Australien 526-7d (126) & 87-2 (20) | – | Südafrika 278 (75.4) & 333 (xxx) |
|                                    |          | Australien gewinnt mit 8 Wickets    |   |                                  |

### Dritter Test in Durban
| 20. – 24. Januar Scorecard | Durban | Südafrika 311 (109.2) & 99 (46.2) | – | Australien 75 (28.4) & 336-5 (123.6) |
|                            |        | Australien gewinnt mit 5 Wickets  |   |                                      |

### Vierter Test in Johannesburg
| 10. – 14. Februar Scorecard | Johannesburg | Australien 465-8d (127) & 259-2 (52) | – | Südafrika 352 (122) |
|                             |              | Remis                                |   |                     |

### Fünfter Test in Port Elizabeth
| 3. – 6. März Scorecard | Port Elizabeth | Australien 549-7d (117)                           | – | Südafrika 158 (50.1) & 132 (48.2) (f/o) |
|                        |                | Australien gewinnt mit einem Innings und 259 Runs |   |                                         |